# Palm Foleo

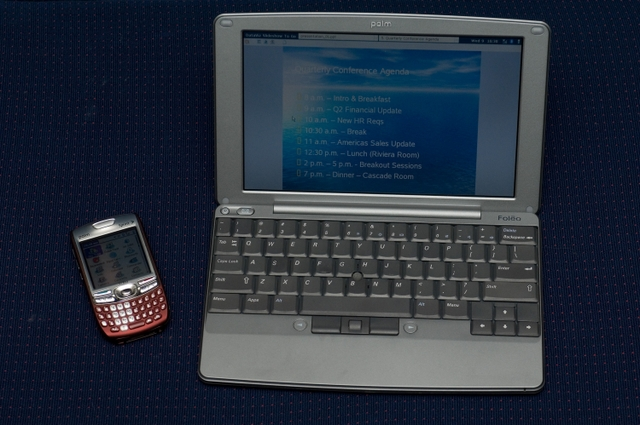
Palm Treo y Palm Foleo.

El Palm Foleo mobile companion es un subportátil basado en Linux que fue anunciado por Palm Inc. el 30 de mayo de 2007 y cuyo objetivo es servir de acompañante para todos sus teléfonos inteligentes (smartphones), aunque actualmente solo funciona con las Treo basadas en Windows Mobile y Palm OS. Incluye 256 MB de memoria flash y tiene la función "Instant-On", permitiendo un arranque con todas las aplicaciones que estaban funcionando antes de ser apagado. Jeff Hawkins comenta en D5 que parece que esto es posible por Linux y por el almacenamiento basado en una memoria Flash. (video (enlace roto disponible en Internet Archive; véase el historial, la primera versión y la última).).
Posee conexiones inalámbricas a través de Bluetooth y Wi-Fi. Los programas integrados incluyen un cliente de Correo electrónico, sobre el cual Palm afirma poder sincronizarse como el cliente de las Treo, el navegador Opera y la suite de oficina Documents To Go, aunque en la versión 1.001 (versión actual del Palm OS 10.1) cuando se mira la opción "System Info Details", esto indica que DTG no es una aplicación de Palm OS funcionando bajo un emulador. El cliente de correo electrónico no podrá usar la conexión Wi-Fi. La única forma en que este programa puede funcionar es a través de un teléfono inteligente compatible como las Treo.
De acuerdo con Palm Inc., Foleo estaría disponible en el verano de 2007, pero el proyecto fue cancelado según Ed Colligan (el presidente de la compañía) para poder concentrarse en los teléfonos inteligentes.

## Tamaño y peso
- Tamaño: 268×169×24 mm
- Peso: 1.133 kg

## Software
Se ha reportado que funcionará con un kernel de Linux modificado. La versión del sistema operativo es 2.6.14-rmk1-pxa1-intc2 (2.6.14 es el núcleo Linux, rmk1 indica que es una versión para arquitectura ARM, pxa1 que es de una familia de procesadores XScale de Intel/Marvell Technology Group, inct2 es posiblemente un tratante. El 7 de agosto de 2007, Palm anunció que escogió a Wind River Systems para que le ayudase a personalizar el núcleo Linux estándar para hacerlo más conveniente para este dispositivo.
El dispositivo utiliza un widget personalizado llamado hxUI, que está basado el la caja de herramientas LiTE sobre el framebuffer DirectFB. HxUI usa XML para mostrar su interfaz.
Entre las aplicaciones incluidas se encuentran: Opera (que soporta Flash y Ajax, pero no videos de Flash), un cliente de correo electrónico, un lector de archivos PDF, y Documents To Go, un paquete ofimático que es compatible con los archivos de Microsoft Office.
Un buen número de compañías han anunciado que desarrollaran software para el Palm Foleo. 
Por ejemplo, LogMeIn proveerá acceso rémoto de PC al Foleo a través de Avenu. Por otro lado Bluefire pondrá en el mercado del Software VPN para el producto en cuestión.
El 26 de julio de 2007, Normsoft se convirtió en la primera compañía en anunciar un reproductor de mp3 para el Foleo. Algunos ejecutivos de Palm han dicho que su pequeña CPU no permitirá que reproduzca vídeo, aunque otros han dicho que sí.
Otras compañías pondrán a la venta juegos, editores de fotografías y herramientas para bitácoras para el Foleo.